# Dunkers kulturhus

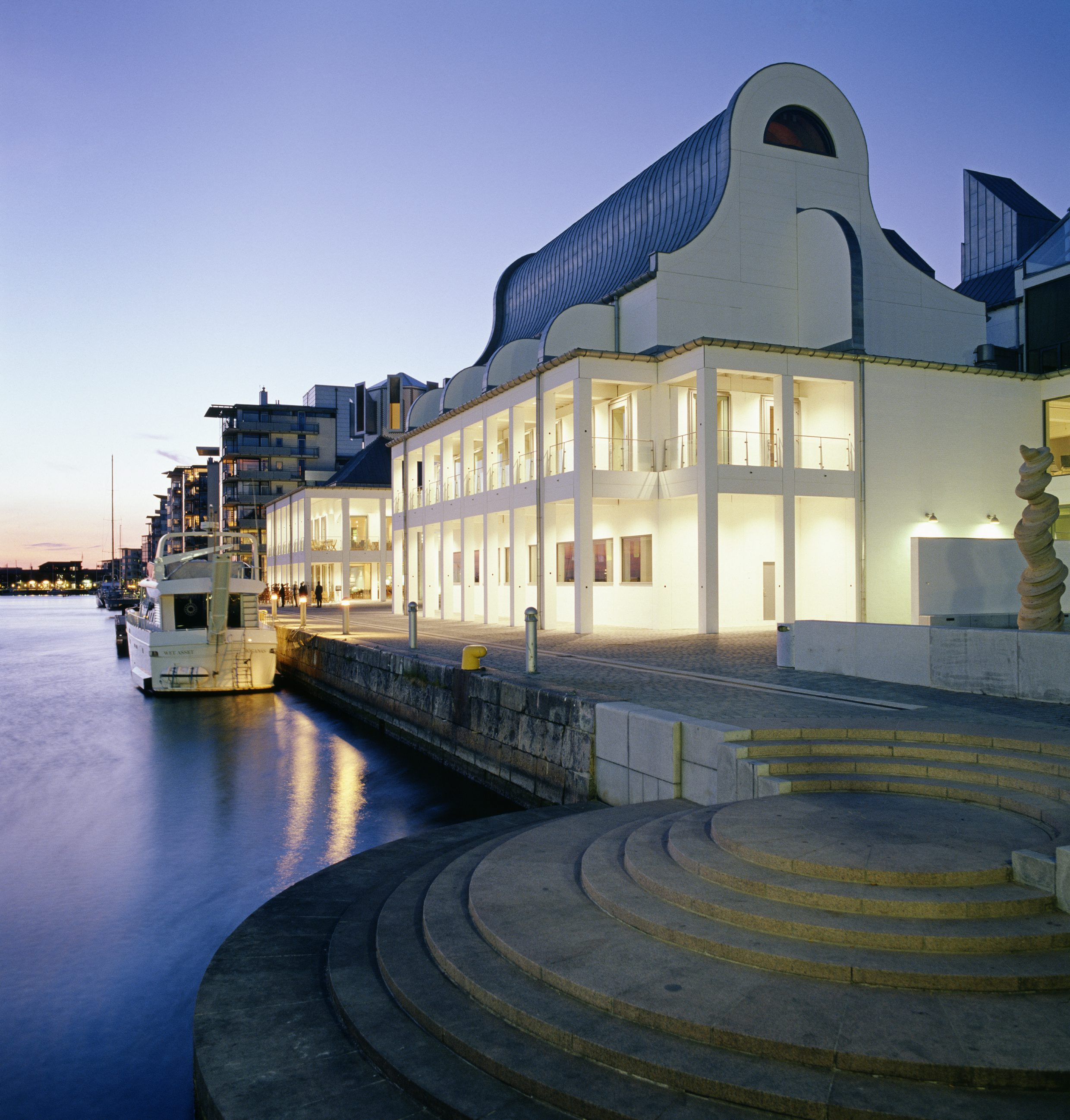
Fasad mot vattnet.

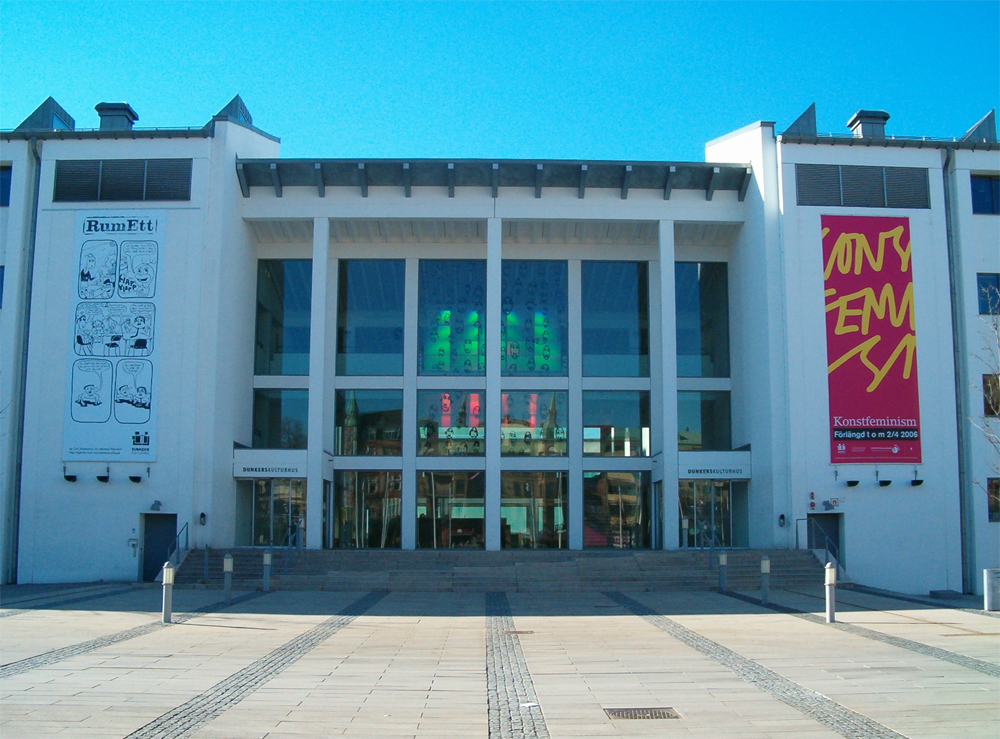
Fasad mot Sundstorget.

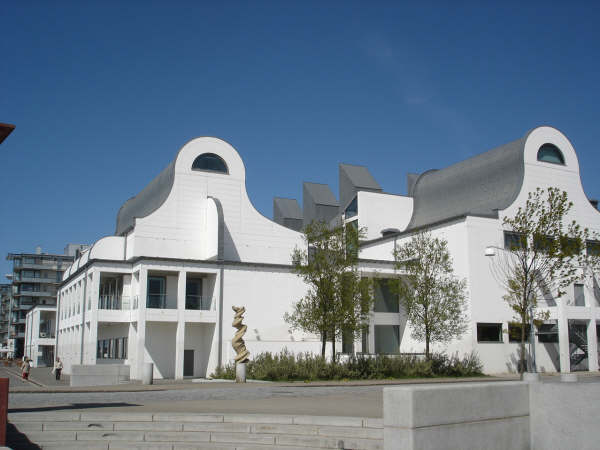
Fasad mot syd.

Dunkers kulturhus är ett museum och konstcentrum beläget i Helsingborg, vid Norra hamnen. I huset, namngivet efter företagaren Henry Dunker som bekostade hela museet, finns stora utrymmen för utställningar, scenkonst och pedagogisk verksamhet för barn och ungdomar inom konst, musik, media, dans och teater. Huset rymmer också bar, restaurang och butik. Totalt har huset en yta på 16 000 m², med 10 600 m² verksamhetslokaler och 3 200 m² utställningsyta.

## Historia
Byggnaden tillkom efter en arkitekttävling 1997, vilken vanns av den danske arkitekten Kim Utzon på temat "Staden vid vattnet". Likheterna med det vita möbelhuset Paustians hus i Köpenhamn är slående. Detta, som invigdes 1987, ritade Utzon tillsammans med sin far, Jørn Utzon, som även ritade det 1973 invigda Operahuset i Sydney.

Planerna för ett nytt stadsmuseum hade funnits länge och växte så småningom till ett komplex av olika kulturella institutioner. Pengar till att finansiera bygget sköts till av Henry och Gerda Dunkers donationsfond och efter dem har huset fått sitt namn. Dunkers kulturhus invigdes av kronprinsessan Victoria 27 april 2002 efter två och ett halvt års byggtid och 330 miljoner kronor (inklusive inredning). Själva verksamheten och driften står Helsingborgs kommun för.

Henry Dunker var en framgångsrik chef för Tretorns gummifabrik i Helsingborg, världsledande tillverkare av galoscher, stövlar och tennisbollar. Han skapade sig en, för sin tid, exceptionellt stor förmögenhet. Dunker, som barnlös avled 1962, donerade hela sin och hustrun Gerdas förmögenhet, 58 miljoner kronor, till staden för att främja kulturlivet. Förutom kulturhuset så har avkastningen från aktier och dylikt bekostat byggandet av stadsteatern, Grafiska museet och Kulturmagasinet, men även fotbollsarenan Olympias huvudläktare.

### Verksamhetschefer
- Niels Righolt, 2001–2007
- Marianne Westholm, 2008–2010
- Elisabeth Alsheimer Evenstedt, 2008–2011
- Katti Hoflin, 2011–2015
- Göran Nilsson, 2015
- Olof Lindqvist, 2015–2016
- Mattias Orre och Jan Galvén, 2017–2018
- Gunilla Lewerentz, 2018 - 2023
- Fredrik Öjbro från 2023

## Byggnaden
Kulturhuset är en grupp huskroppar med olika funktioner, sammanbundna till en enhet. Mot Sundstorget och staden vänder huset en mer sparsam och stadsmässig fasad, medan huskropparna ut mot hamnen är mer skulpturella i sitt uttryck och domineras av vita betongpelare och intrikata takformer. Likt sin far så laborerade Utzon i vanlig ordning med tredimensionella legoklossar. Antalen material som det experimenterades med var medvetet mycket få. Utzon anser sig noggrant ha eliminerat grogrunden för svampangrepp i hela huset.

## Organisation
Efter ett genomgripande förändringsarbete av verksamheten genomfördes under 2024/25. Sedan 2025 bygger Dunkers kulturhus på tre separata verksamheter under ledning av respektive verksamhetschef direkt underställda stadens kulturdirektör. Under 2025 öppnar också den nya resturangverksamheten. 
- Helsingborgs Konsthall & Dunkers Scener - fokus på den samtida konsten, gästspelsverksamhet och öppen ateljeverksamhet
- Helsingborgs Kulturskola - reguljär och öppen undervisning
- Helsingborgs museum - fokus på basutställningar med fokus på museets omfattande konst- och föremålssamlingar samt den fasta utställning Om Helsingborg - från Nu till Då

I byggnaden finns repetitionslokaler för musik, teater, dans, mim och nya uttrycksformer, ateljéer för IT, ljud, ljus, bild och scenografi samt plats för lokala grupper som vill uttrycka sig konstnärligt.